# Hermann Pflaum

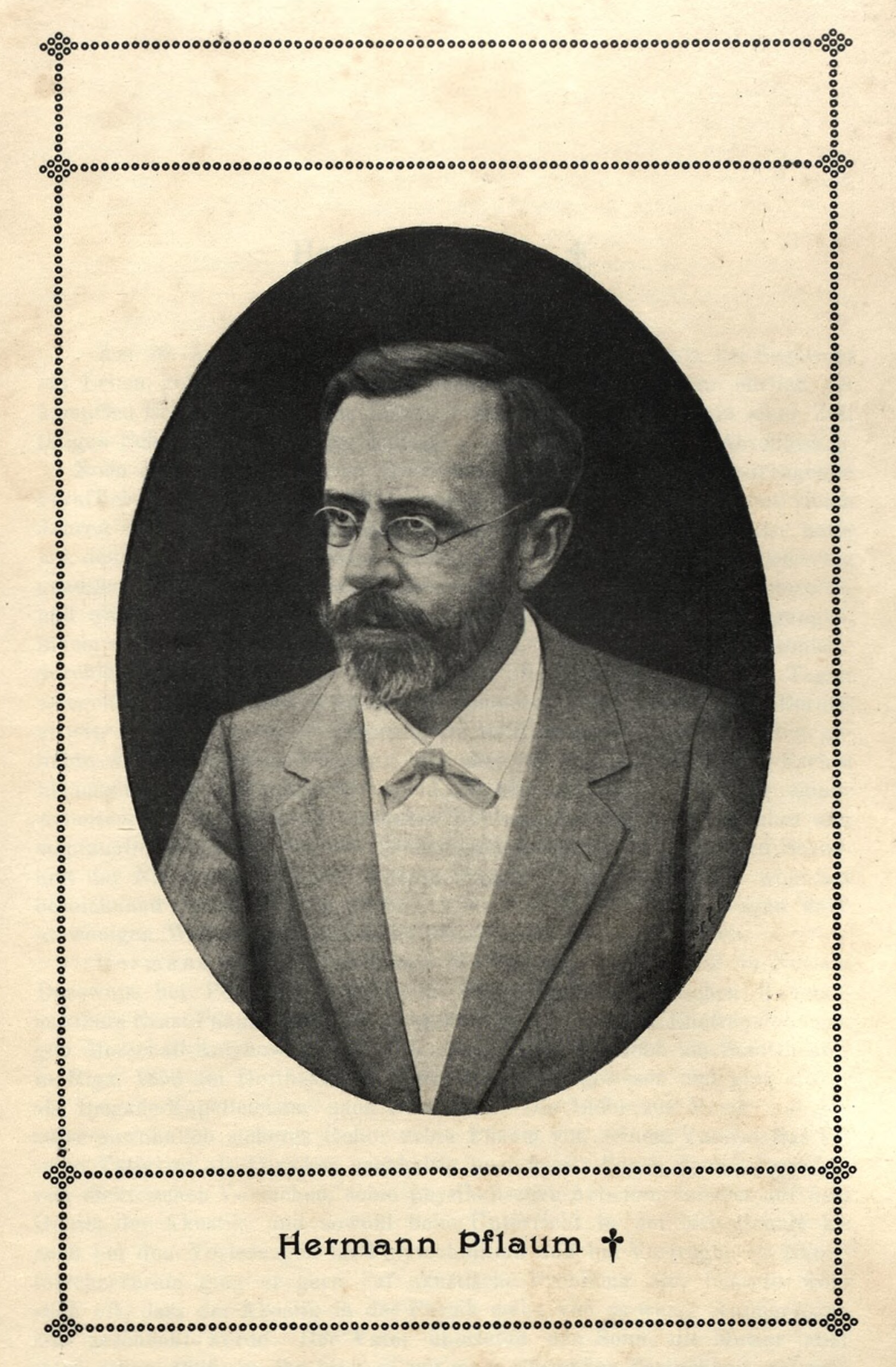
Undatierte Fotografie Pflaums, die seinem 1913 im Korrespondenzblatt des Naturforscher-Vereins zu Riga erschienenen Nachruf vorangestellt war.

Hermann Pflaum (* 15.jul. / 27. Juni 1862greg. oder am 11.jul. / 23. Juli 1864greg. in Nowaja Derewnja; † 26. August (8. September) 1912 in Saulskaln bei Segewold) war ein russischer Physiker, Naturforscher, Pädagoge und Hochschullehrer deutsch-baltischer Herkunft.

## Leben

### Herkunft, Ausbildung und Privatleben
Er kam im Sommer 1862 in der Ortschaft Nowaja Derewnja nahe Sankt Petersburg als Sohn des aus Weimar stammenden Kammermusikers Ernst Pflaum (* 1829) und dessen Ehefrau Johanna Marschall-Kalynowski († 1896) zur Welt. Der Vater war ab 1853 am Stadttheater Riga und seit 1856 am Hoftheater in Sankt Petersburg tätig und ging später als Brigadekapellmeister nach Rumänien.
Hermann Pflaums erste Stationen der schulischen Ausbildung waren 1872 und 1873 die Privatschulen von Murray und Gernet in Sankt Petersburg, ehe er mit seiner Mutter nach Riga (Gouvernement Livland) zog. Dort besuchte er zwischen August 1873 bis Dezember 1874 die Kronselementarschule von Johann Heinrich Fromm (1833–1904) und anschließend bis Dezember 1882 das Stadtgymnasium, an dem er das Reifezeugnis ablegte. Kurz darauf immatrikulierte er sich an der damals deutschsprachigen Kaiserlichen Universität Dorpat und studierte dort zwischen Januar 1883 und Dezember 1886 Astronomie. Währenddessen war er dort Mitglied der Studentenverbindung Baltische Corporation Fraternitas Rigensis Dorpat. Er schloss das Studium mit dem akademischen Grad eines Kandidaten der Wissenschaften ab. Seine Dozenten in Astronomie waren Ernst Hartwig und Ludwig Schwarz, in Mathematik Ferdinand Minding, Peter Helmling und Anders Lindstedt, Otto Staude und Theodor Molien und in der Physik Arthur von Oettingen. Im April 1887 absolvierte er in Dorpat die modifizierte Prüfung für das Amt eines Oberlehrers der Mathematik und Physik. An der Universität Rostock wurde er schließlich 1909 mit der Dissertation Versuche mit einer elektrischen Pfeife promoviert.
Im Alter von lediglich 50 Jahren verstarb Pflaum 1912 während einer Sommerfrische im Ort Saulskaln bei Segewold. Er unternahm gerade eine entomologische Sammlung in einem Waldstück, als er mit einem Herzinfarkt zusammenbrach.

### Berufliche Karriere
Nach seinem Studienabschluss war Pflaum ab 1889 als Lehrer am Stadtgymnasium Riga tätig. Anfangs wurde er vom Kollegium zwar zum Oberlehrer der Naturwissenschaften bestimmt, vom Kurator allerdings lediglich als sogenannter Stundenlehrer zugelassen. Im Laufe der Jahre beförderte man ihn dann aber am 1. Juli 1891 zum außeretatmäßigen Oberlehrer, am 1. August 1892 zum stellvertretenden Oberlehrer und schließlich 1896 doch noch zum etatmäßigen Oberlehrer für Physik. Darüber hinaus lehrte er zeitgleich an verschiedenen Privatschulen. Pflaum folgte im August 1906 einem Ruf an das Polytechnikum zu Riga und erhielt dort eine Anstellung als stellvertretender Adjunkt-Professor für Physik und Vorstand des physikalischen Laboratoriums.
Sein Arbeitsschwerpunkt – sowohl beim schulischen Unterricht als auch später in Vorlesungen am Polytechnikum, in Publikationen und Vorträgen – lag einerseits auf elektrischen Versuchen, aber vor allem auf dem Fachgebiet der Akustik. Er betonte oft, dass diesem Gebiet seiner Ansicht nach in der Physik zu wenig Aufmerksamkeit geschenkt werde. Auf zahlreichen Auslandsreisen machte er sich mit der Einrichtung der physikalischen Kabinette und Institute mehrerer Universitäten in Deutschland, Österreich-Ungarn, Frankreich und Italien vertraut.
Pflaum veröffentlichte im Laufe seiner Karriere 44 eigene wissenschaftliche Schriften, davon alleine 18 im Korrespondenzblatt des Naturforscher-Vereins zu Riga. Hinzu kommen zehn Übersetzungen, etwa 600 Berichte in deutschen Fachzeitschriften über russische Arbeiten und 135 Vorträge und kleinere Mitteilungen im Korrespondenzblatt. Anerkennung fand er vor allem auch durch seine zwischen 1902 und 1908 erfolgte deutsche Übersetzung von Orest Chwolsons mehrbändigem Standardwerk Lehrbuch der Physik. Chwolson selbst äußerte, dass Pflaum die Übersetzung „mit bewunderungswürdiger Gewissenhaftigkeit und der größten Sachkenntnis“ ausgeführt habe. Ferner agierte er seit 1899 als ständiger Referent über die russische physikalische Literatur bei den Beiblättern zu den Annalen der Physik sowie in gleicher Funktion seit 1905 bei Fortschritte der Physik.

### Ehrenamtliche Tätigkeit
Abgesehen von seinen eigenen Publikationen tat sich Pflaum vor allem als umtriebiger Wissenschaftskommunikator und -popularisierer hervor. Im Jahr 1887 trat er dem Naturforscher-Vereins zu Riga bei. Fünf Jahre später wurde er 1892 in dessen Vorstand gewählt und amtierte sodann bis 1910 als Sekretär des Vereins. Er verpasste in diesen 18 Jahren keine einzige Sitzung, zeichnete verantwortlich für die Protokolle sämtlicher Sitzungen, veröffentlichte Auszüge der Protokolle für die Sitzungsberichte des Korrespondenzblattes und etablierte die ausführlichen Jahresberichte des Vereins. Darüber hinaus war er seit 1901 korrespondierendes Mitglied der Societe des sciences naturelles et mathematiques de Cherbourg.

## Publikationen (Auswahl)
Monographien
- Hermann Pflaum: Versuche mit einer elektrischen Pfeife. Vieweg Verlag, 1909, 60 Seiten.

Aufsätze in wissenschaftlichen Fachzeitschriften
- Hermann Pflaum: Ueber einen Crookes’schen Apparat. In: Annalen der Physik und Chemie. Neue Folge, Band 57, Nr. 3, 1896, Seiten 443–446.
- Hermann Pflaum: Eigenthümliche Wolke. In: Meteorologische Zeitschrift. Band 14, 1897, Seite 392.
- Hermann Pflaum: Ein Versuch mit der Leydener Flasche. In: Zeitschrift für den Physikalischen und Chemischen Unterricht. Band 10, 1897, Seite 148.
- Hermann Pflaum: Die Funkentelegraphie in der Schule. In: Zeitschrift für den Physikalischen und Chemischen Unterricht. Band 11, 1898, Seite 234.
- Hermann Pflaum: Elektrodenlose Vakuumröhrchen. In: Zeitschrift für den Physikalischen und Chemischen Unterricht. Band 12, 1899, Seite 286.
- Hermann Pflaum: Über ein Vakuumelektroskop. In: Beiblätter zu den Annalen der Physik. Band 24, 1900, Seiten 290–293.
- Hermann Pflaum: Ein thermoakustischer Apparat. In: Zeitschrift für den Physikalischen und Chemischen Unterricht. Band 20, 1907, Seiten 26–28.
- Hermann Pflaum: Bemerkungen zu einer Rigaer Kometenbeschreibung aus dem 17. Jahrhundert. In: Sitzungsberichte der Gesellschaft für Geschichte und Altertumskunde der Ostseeprovinzen Russlands. 1911, Seiten 69–79.